# 孫益德
孙益德，北魏乐安（今山东省博兴县）人。
孙益德的母亲被人所杀害，孙益德当时还是孩子，杀死仇家，为母复仇。回到家中，在母亲灵前哭殡，以待官府制裁。魏孝文帝、文明太后以其年幼又孝顺，还不逃避罪责，于是特地将他免罪。